# Airdash
Airdash was een technische- en progressieve Finse speed- en thrashmetalband uit Helsinki. Airdash bestond van 1986-1992 en was een van de meest populaire Finse thrashmetalbands uit de late jaren 80. Maar niet zo popular als Stone. Airdash heeft 3 albums uitgebracht voordat ze in 1992 uit elkaar gingen.

## Artiesten
- Juha Laine - zanger
- Nirri (Markku Niiranen) - gitaar (1986 - 1990) (onder andere Stone)
- Tommy Dolivo - gitaar (1991 - 1992)
- Roope Latvala - gitaar (1986 - 1992)
- Roope Latvala - gitaar (1986 - 1992)
- Kirka Sainio - basgitaar (1986 - 1992)
- Ykä (Agathon) - drums (1986 - 1992)

## Discografie
- Without It / White Lies (Ep, Kerberos) (1988)
- Thank God It's Monday (Kerberos) (1988)
- Vengeance Through Violence (EP, Diablo) (1989)
- Hospital Hallucinations Take One (Diablo) (1989)
- Both Ends Of The Path (Diablo) (1991)